# Ann Millerová
Johnnie Lucille Collierová (12. dubna 1923 Chireno – 22. ledna 2004 Los Angeles) byla americká herečka, zpěvačka a tanečnice.

## Život

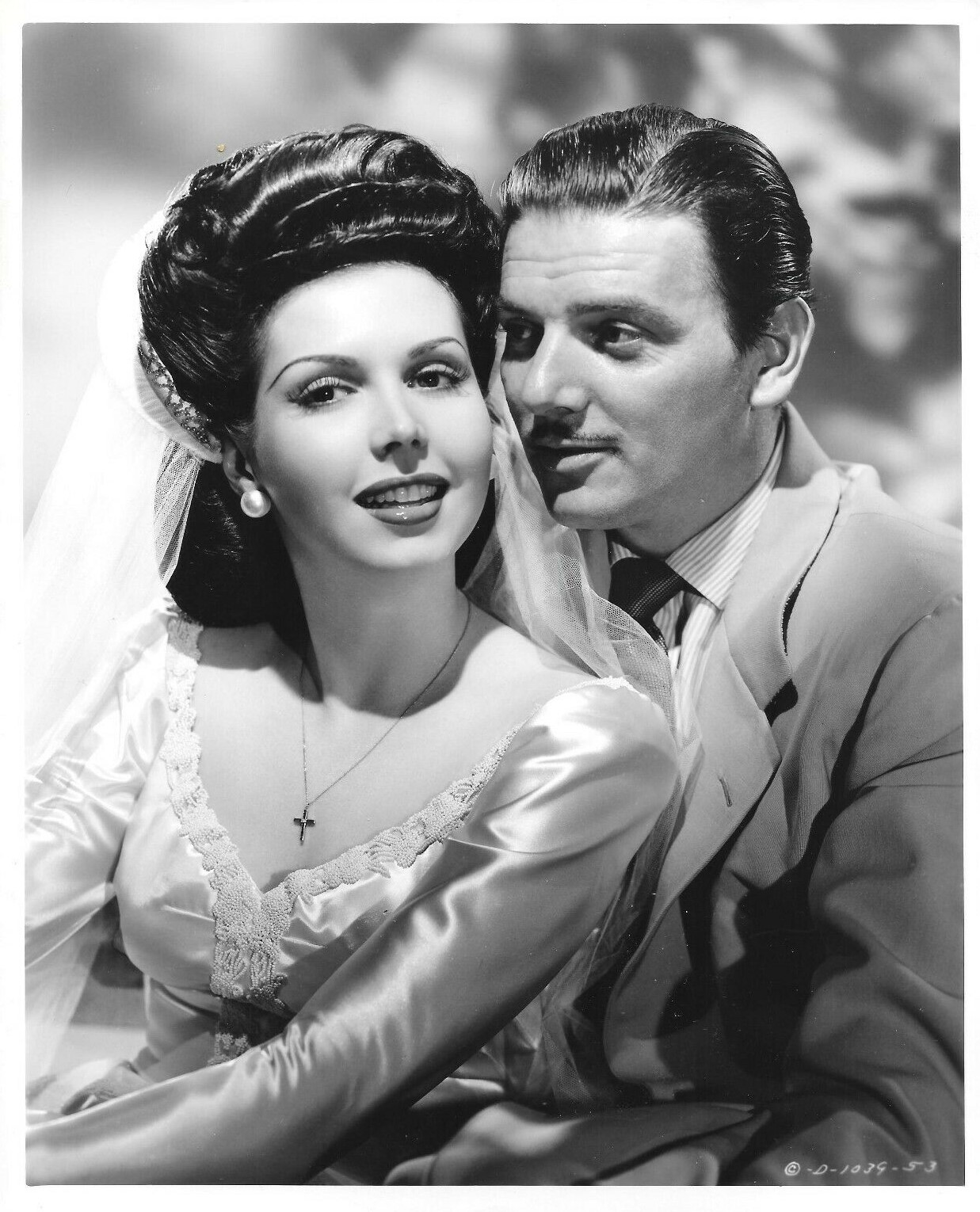
Ann Millerová s Williamem Wrightem ve filmu Eve Knew Her Apples (1945)

Narodila se 12. dubna 1923 v texaském městě Chireno jako dcera Clary Emmy Collierové (rodným jménem Birdwellová) a právníka Johna Alfreda Colliera (který mj. obhajoval Bonnie a Clyda, Machine Gun Kellyho či Baby Face Nelsona). Již od pěti let navštěvovala taneční kurzy a žila s rodinou v Houstonu.
V roce 1932 se její rodiče rozvedli a spolu s matkou se přestěhovala do Los Angeles. Její matka se však z celé situace zhroutila a začala mít i problémy se sluchem, až úplně ohluchla.
Ann se snažila vydělávat kde se dalo, ale na uživení sebe i své matky to stále nestačilo. Naštěstí se jí zanedlouho ujal učitel tance, který ji naučil i stepovat a Ann začala vystupovat v různých nočních klubech i jako zpěvačka.
V roce 1937 na ni narazil hledač talentů od společnosti RKO a nabídl jí smlouvu, aby pro ně pracovala jako herečka. Smlouvu však mohla podepsat až jako osmnáctiletá, v té době jí ale bylo pouhých 14 let, a tak si sehnala falešný rodný list a nastoupila.
Zprvu hrála pouze malé vedlejší role, a když v roce 1939 dostala nabídku na hlavní roli na Broadwayi, neváhala a RKO v roce 1940 opustila. O rok později podepsala další smlouvu, tentokrát se studiem Columbia Pictures, kde zůstala až do roku 1946 a objevila se v 11 (béčkových) muzikálech. Prosadit se však dokázala až v muzikálech studia Metro-Goldwyn-Mayer (mezi nejznámější patří Velikonoční přehlídka (1948), Ve městě (1949), či Líbej mě Katko (1953)).
Během druhé světové války si také přivydělávala jako pin-up girl a objevila se i v armádním týdeníku Yank.
Svou filmovou kariéru ukončila v roce 1956, ale dál se věnovala divadlu i televizi.
Svoje stepařské dovednosti později uplatnila právě na Broadwayi, kde svými výkony diváky naprosto ohromila. Její poslední živé vystoupení se konalo 1. května 1989 a v roce 2001 se ještě objevila v posledním filmu Mulholland Drive.
Ann Millerová zemřela 22. ledna 2004 na rakovinu plic.

## Filmografie (výběrová)
- 1937 Motýl vzlétl k záři (režie Gregory La Cava)
- 1938 Vždyť jsme jen jednou na světě (režie Frank Capra)
- 1938 Tarnished Angel (režie Leslie Goodwins)
- 1938 Room Service (režie William A. Seiter)
- 1940 Too Many Girls (režie George Abbott)
- 1940 Melody Ranch (režie Joseph Santley)
- 1941 Time Out for Rhythm (režie Sidney Salkow)
- 1941 Go West, Young Lady (režie Frank R. Strayer)
- 1942 True to the Army (režie Albert S. Rogell)
- 1942 Priorities on Parade (režie Albert S. Rogell)
- 1943 What's Buzzin', Cousin? (režie Charles Barton)
- 1943 Reveille with Beverly (režie Charles Barton)
- 1944 Jam Session (režie Charles Barton)
- 1944 Hey, Rookie (režie Charles Barton)
- 1944 Carolina Blues (režie Leigh Jason)
- 1945 Eve Knew Her Apples (režie Will Jason)
- 1945 Eadie Was a Lady (režie Arthur Dreifuss)
- 1948 Velikonoční přehlídka (režie Charles Walters)
- 1949 Ve městě (režie Gene Kelly, Stanley Donen)
- 1951 Two Tickets to Broadway (režie James V. Kern)
- 1953 Small Town Girl (režie László Kardos)
- 1953 Líbej mě Katko (režie George Sidney)
- 1956 The Opposite Sex (režie David Miller)
- 1956 The Great American Pastime (režie Herman Hoffman)